# Andreeni (okręg Harghita)
Andreeni (węg. Magyarandrásfalva) – wieś w Rumunii, w okręgu Harghita, w gminie Avrămești. W 2011 roku liczyła 135 mieszkańców.